# 脇本平也
脇本 平也（わきもと つねや、1921年1月11日- 2008年10月24日）は、日本の宗教学者、東京大学名誉教授（文学部）。

## 来歴
岡山県生まれ。1944年東京帝国大学文学部宗教学科卒業。
立教大学助教授を経て、1964年東京大学文学部助教授（宗教学）就任、70年教授に昇任、81年に定年退官し名誉教授、駒澤大学教授、国際宗教学研究所理事長。
1989年に紫綬褒章受章。94年秋、勲三等瑞宝章受勲。

## 著書
- 『日本の仏教 第14巻 近代の仏教者 出定後語<富永仲基> 我が信念<清沢満之>』（筑摩書房、1967年）
- 『評伝 清沢満之』（法藏館 法蔵選書、1982年）
- 『宗教を語る 入門宗教学』（日新出版 宗教語るシリーズ、1983年→『宗教学入門』講談社学術文庫、1997年）
- 『死の比較宗教学　叢書現代の宗教』（岩波書店、1997年）

### 編書
- 『宗教と歴史』（山本書店、1977年）

### 共編
- 『岸本英夫集』1-6（柳川啓一との共編、渓声社、1975年）
- 『現代宗教学』1-4（柳川啓一との共編、東京大学出版会、1992年）
- 『アジアの宗教と精神文化』（田丸徳善との共編、新曜社、1997年）
- 『浄土仏教の思想 第十四巻　清沢満之・山崎弁栄』（講談社、1992年）、後者は河波昌

### 監訳
- ジョン・ボウカー『苦難の意味 - 世界の諸宗教における』（教文館、1982年）

### 科研費
- 『社会変革と宗教をめぐる諸問題』（1978年）

### 論文
- CiNii>脇本平也
- INBUDS>脇本平也
- JPARS>脇本平也